# Iceberg Slim
Robert Beck (született Robert Lee Maupin) (alvilági nevén és későbbi írói álnevén Iceberg Slim) (Chicago, Illinois, 1918. augusztus 4. – 1992. április 28.) afroamerikai író, jó útra tért strici, aki később írással kezdett foglalkozni és hét kötete révén a „flaszterirodalom” (street lit / urban fiction) egyik legjelentősebb képviselője.

## Gyermekkora
Gyermekkorát nagyrészt Milwaukee-ban és az Illinois állambeli Rockfordban töltötte, felnőve pedig visszatért Chicagóba. Édesapja korán magára hagyta a családot, anyja pedig házicselédként dolgozott, majd később szépségszalont nyitott, hogy előteremtse a megélhetést a maga és a fia számára. Önéletírásában Robert hangot ad anyja iránti hálájának, amiért apjával ellentétben nem hagyta magára őt. A szegény sorsú asszony elegendő pénzt és baráti segítséget tudott előteremteni ahhoz, hogy a fiát jónevű bentlakásos iskolába írassa, noha ez akkoriban szinte kizárólag a középosztály kiváltsága volt. Robert a Tuskegee College diákja lett, de botrányos nőügyei és egy alkoholcsempészési ügy miatt elbocsátották. Édesanyja ügyvédnek szánta a fiút, de a kis Robertet sokkal inkább elbűvölte azoknak a striciknek a mesés gazdagsága és nők feletti korlátlan uralma, akikkel az anyja szépségszalonjában találkozhatott.

## A striciként töltött évek
Robert 18 évesen kezdett lányokat futtatni és egészen 42 éves koráig striciként élt. 1960–ban, egy szigorított magánzárkában töltött 10 hónapos börtönbüntetés során döntött úgy, hogy felhagy a bűnöző életmóddal és megpróbál törvénytisztelő polgárként boldogulni. Később elkezdte megírni striciként szerzett élményeit. Az 1960-as években Kaliforniába költözött és a striciként ráragadt csúfnevét írói álnévként megtartva Iceberg Slim-ként dolgozott az írásain, valódi nevét pedig Robert Beck-re változtatta, felvéve édesanyja utolsó férjének a nevét.
Stricikarrierje során több mint 400 lány dolgozott neki, feketék és fehérek egyaránt. Hírhedt volt rideg stílusáról és hidegvéréről, melyet a legrázósabb helyzetekben sem veszített el. Ennek, valamint a 190 cm feletti magasságához párosuló alig 80 kilós testsúlyának köszönhette az Iceberg Slim (kb. Ványadt Jéghegy) csúfnevet. Amikor azonban a rábeszélés és a körmönfont manipuláció nem volt elegendő, hogy kézben tartsa a neki dolgozó lányokat, előfordult, hogy egy drótfogasból hajtogatott korbáccsal fenyítette meg őket. Önéletrajzában kendőzetlenül ír saját korábbi brutalitásáról és aljasságáról.
Alvilági évei alatt Slim más akkoriban közismert stricikkel is közeli kapcsolatba került. Amíg azonosult a striciszereppel, Sweet Jones-t (kb. Cuki Jones) tekintette tanítómesterének A férfi 1880-ban született és életének több mint 60 évét szinte egyvégtében striciskedéssel töltötte. Végül fejbe lőtte magát és egy rövidke búcsúlevelet hagyott hátra: „Viszlát, verebek! Csókoljátok meg a kurvapecér valagamat!” ( 354. old.) Egy másik, Glass Top néven futó strici (a csúfnév jelentése kb. Üvegtető és a férfi folyton pomádétól csillogó hajára utalt), aki rákapatta Slim-et a heroinra, Kelet-Amerika egyik legtevékenyebb drogterjesztőjének számított. Slimnek sok mindent meg kellett tanulnia, hogy striciként boldogulni tudjon, de egy dolgot kiváltképp: uralkodni az érzelmein, és felvenni egy olyan manipulatív, titokzatos, mégis (hamis) reményeket gerjesztő magatartást, mellyel a lányokat magához fűzhette és állandó bizonytalanságban tarthatta. Sweet Jones így foglalta össze a számára ennek a filozófiának a lényegét: „ A stricik a legmagányosabb seggfejek a földön. Ismerniük kell a kurvákat, de azok nem ismerhetik ki őket. Nekünk istennek kell maradnunk mindvégig.” ( 264. old)

## Írói pályafutása
1967-ben jelent meg első, önéletrajzi regénye Pimp: The Story of My Life címmel a Holloway House. gondozásában. (Magyarul: Strici voltam Európa Könyvkiadó 2013) A könyv Amerikában vegyes fogadtatásban részesült. Gyorsan beskatulyázták afféle tipikus –akkoriban nem ritka- fekete „forradalmi” irományként, jóllehet, Iceberg sokkal lehangolóbb képet tár az olvasó elé, mint fekete kortársai. Írása túlnyomóan a törvényen kívüli alvilágban szerzett tapasztalataiból táplálkozik, és egy döbbenetes kegyetlenség és gonoszság uralta miliőt ábrázol. Slim volt az első, aki bennfentesként adott betekintést a nagyközönség számára a fekete stricik világába. Könyvét azután vagy fél tucat hasonló „stricimemoár” követte más rovott múltú szerzők tollából. A Washington Post kritikusa így méltatta Iceberg irodalmi ténykedését: „Iceberg Slim olyan a stricik világában, mint Jean Genet a homoszexuálisok és a tolvajok között. Ők hangosan kimondták egy közvetlenül érintett ember gondolatait és érzéseit.” A Strici voltam az eladásokat tekintve sikerkönyv lett, főként a fekete olvasók körében vált népszerűvé. 1973-ra 19 újabb kiadást ért meg, és közel 2 millió példányban fogyott. Németre, franciára, olaszra, portugálra, spanyolra, hollandra, svédre, finnre, görögre, és magyarra is lefordították. Mindazonáltal mindig is elsősorban feketék által olvasott könyv maradt.
A Strici voltam után Iceberg számos további regényt írt :
- Trick Baby (Los Angeles: Holloway House, 1967)
- Mama Black Widow (Los Angeles: Holloway House, 1969)
- Naked Soul of Iceberg Slim (Los Angeles: Holloway House, 1971)
- Long White Con (Los Angeles: Holloway House, 1977)
- Death Wish: A Story of the Mafia (Los Angeles: Holloway House, 1977)
- Airtight Willie & Me (Los Angeles: Holloway House, 1985)

1992-ben bekövetkezett haláláig több mint 6 millió példányban fogytak a munkái Ezzel Iceberg Slim egyike a legsikeresebb afroamerikai szerzőknek (Alex Haley után). Minden könyve kizárólag puhafedeles kiadásban jelent meg. A hetvenes években Reflections címmel egy hanglemezt is kiadott, melyen saját prózáját mondta.

## Hangfelvételek
• Reflections (első kiadás 1976, ALA Records); producer: David Drozen; executive producer: Louis Drozen; music: Red Halloway Quartet; photography: Robert Wotherspoon
• Reflections (újranyomás 1994, Infinite Zero/American Recordings/Warner Bros. Records)
• Reflections (újranyomás 2008, Uproar Entertainment)

## Filmadaptációk
1972-ben Iceberg Slim Trick Baby című második regényéből azonos című film készült Larry Yust rendezésében. A film független produkcióként, ismeretlen szereplőgárdával, 600.000 dolláros költségvetéssel jött létre. A forgalmazás jogát a Universal Pictures vette meg 1.000.000 dollárért, és 1973-ban Iceberg Slim nevét sűrűn harsogva indultak meg a vetítések. A film végül impozáns, 11.000.000 dolláros bevételt produkált.
A 2000-es évek végén kezdték el készíteni a Mama Black Widow című regény filmadaptációját Marshall Tyler és William De Los Santos forgatókönyve alapján. Frissebb hírek szerint a filmben Mos Def és Rihanna is szerepet kapna. Beck-Iceberg könyve egy a 30-as években Mississippiből Chicagóba vándorló aratómunkás család tragikus történetét meséli el. Ez az egyetlen regénye, ami a kritikusok tetszését is elnyerte.
A Strici voltam megfilmesítésére is régóta zajlanak próbálkozások. Az 1990-es évek elején egy Bill Duke által rendezendő filmről szóltak a bejelentések, melyben Ice Cube játszotta volna a főszerepet. 2009-ben Rob Weiss, a HBO-n futó Entourage show executive producere és Mitch Davis vásárolták meg a Strici voltam filmre vitelének jogát.

## Halála
Robert Beck 74 éves korában, 1992. április 28-án hunyt el cukorbetegséggel kapcsolatos szövődmények következtében.

## Hatása
Iceberg Slim komoly hatást gyakorolt számos a hiphop műfaján belül alkotó művészre és rapperre. Közéjük tartozik pl. Ice-T, Ice Cube, és Pittsburgh Slim, akik a művésznevüket is részben Iceberg műveinek hatására választották. A szerző utolsó könyve, a Doom Fox -mely 1978-ban íródott, de csak 1998-ban jelent meg- Ice -T bevezetőjével indul. Ice-T harmadik albuma, mely a „The Iceberg” címet viseli, az egyik legjelentősebb tiszteletnyilvánítás az író felé. A strici szubkultúrára történő rengeteg utalás, mely egyes műfajokban igen divatos, végső soron általában Iceberg Slimre vezethető vissza (ld. pl. Too Short vagy Snoop Dogg munkásságát) Jay-Z, a rapper egyenesen Iceberg Slimnek nevezi magát, amikor nőkkel kapcsolatos kalandjait ecseteli.
Az Eddie Murphy által a Saturday Night Live showban megformált Velvet Jones nevű karakter voltaképpen egy Iceberg Slim paródia. 
Dave Chappelle komikus stand up műsoraiban gyakran beszél Icebergről és „a szakmáról”. Ő is említi az esetet, mely nyomán Iceberg a csúfnevét kapta. A fáma szerint egy bárban kitört lövöldözés során Iceberg rezzenéstelenül nyugodt maradt és kiitta az italát, noha egy golyó a kalapját is kilyukasztotta. (A történet le van írva a Strici voltam 13. Fejezetének végén, ahol Slim azt is bevallja, hogy nyugalmát nem annyira a veleszületett hidegvérnek, mint inkább a benne dolgozó kábítószereknek köszönhette) 2006-07-es nyári turnéja során Chappelle egy olyan történetet mesélt Icebergről, melyet állítólag még Maya Angeloutól hallott, és összefüggésbe hozta azzal hogy miért kellett 50 millió dollárt a Comedy Central társaságnál hagyva titokban Dél-Afrikába utaznia.
Chapelle a stand-up fellépéseit ahhoz hasonlóan zárta, ahogyan Iceberg zsarolta annak idején a neki dolgozó lányokat, kikényszerítve, hogy kitartsanak mellette. Egy Slimnek tulajdonított fordulattal mindig úgy köszönt el: „Sose hagyjatok el!”

## Magyarul
- Strici voltam; ford. Pintér Ferenc; Európa, Bp., 2013 (Transz)

## Fordítás
- Ez a szócikk részben vagy egészben  az   Iceberg Slim című angol Wikipédia-szócikk ezen változatának fordításán alapul.  Az eredeti cikk szerkesztőit annak laptörténete sorolja fel. Ez a jelzés csupán a megfogalmazás eredetét és a szerzői jogokat jelzi, nem szolgál a cikkben szereplő információk forrásmegjelöléseként.